# Нальтколъя
Нальтколъя (устар. Нальт-Кол-Я) — река в России, протекает по Берёзовскому району Ханты-Мансийского автономного округа. Длина реки составляет 35 км.
Начинается на западной оконечности болотного массива, состоящего из болот Уринэквапитингсавянкалма и Хальсяхылнёл-Янкалма, на высоте 66,5 метра над уровнем моря. Течёт сначала на запад через сосновый лес, затем огибает с севера болото Паульсысянкалма и протекает через старичное озеро Хулюмурай. Устье реки находится в 3 км по левому берегу реки Натрколынгъя на высоте около 22 метров над уровнем моря.
Основные притоки — Хулюм (пр), Нальтколъя-Хулюм (лв).

## Данные водного реестра
По данным государственного водного реестра России относится к Нижнеобскому бассейновому округу, водохозяйственный участок реки — Северная Сосьва, речной подбассейн реки — Северная Сосьва. Речной бассейн реки — (Нижняя) Обь от впадения Иртыша.
Код объекта в государственном водном реестре — 15020200112115300024994.